# Tiscali.cz
Tiscali.cz je český internetový portál, který vznikl v roce 1998 společností TISCALI Telekomunikace Česká republika s.r.o.[zdroj?] V roce 2000 se mateřská společnost portálu sloučila s World Online.[zdroj?] Primárním cíle portálu Tiscali.cz byla podpora prodeje telekomunikačních služeb mateřské firmy. Jako ostatní portály se zaměřuje na poskytování e-mailové schránky zdarma. Mezi další služby portálu patří všeobecné, herní a filmové zpravodajství.
V červenci 2008 bylo Tiscali.cz a další servery koupeny mediální skupinou Dignity. Po delší době stagnace byla v roce 2009 založena společnost Tiscali Media, plně ve vlastnictví skupiny Dignity, jež převzala kontrolu nad Tiscali.cz.

## Další projekty
Kromě Tiscali.cz spadají nebo spadaly pod Tiscali Media tyto projekty:
- Dokina.cz, filmové novinky
- Games.cz, herní zpravodajství
- Osobnosti.cz, informace o celebritách
- Bonus.cz, aukce
- NasePenize.cz, finanční zpravodajství
- HudebniSkupiny.cz, informace o skupinách
- CZhity.cz, texty a akordy písní
- Nedd.cz, zpravodajství z oblasti vědy
- Srovnám.cz (spuštěno v roce 2016)[3]
- Úschovna.cz, on-line úložiště (koupeno v roce 2016)[4]
- Karaoketexty.cz, texty písní (koupeno v roce 2017)[5]
- Fights.cz, zpravodajství z oblasti bojových sportů (spuštěno v roce 2019)[6]
- Profigamers.cz, zpravodajství o esportu (spuštěno v roce 2020)[7]
- ZeStolu.cz, zpravodajství o deskových hrách (spuštěno v roce 2022)[8]

a další. Servery společnosti Tiscali Media navštěvuje okolo 3 milionů návštěvníků měsíčně.